# Sekihan Kin
Sekihan Kin 金 石範, coréen Hangeul: 김석범, McCune-Reischauer: Kim Sŏkpŏm (japonais Kimu Sokupomu), révisé : Kim Seok-beom (japonais Kimu Sokubomu) (né le 2 octobre 1925 à Osaka) est un écrivain japonais d'origine coréenne (Zainichi).
Kin descend d'immigrants de l'île coréenne de Cheju-do. Il étudie la littérature à l'université de Kyoto. Son œuvre la plus connue est le roman en sept volumes Kazantō (« île volcanique »), pour lequel il est distingué en 1984 du prix Jirō Osaragi.

## Source
- Columbia University Press: Sok-pom Kim - "The Curious Tale of Mandogi's Ghost"

## Source de la traduction
- (de) Cet article est partiellement ou en totalité issu de l’article de Wikipédia en allemand intitulé « Kin Sekihan » (voir la liste des auteurs).
- Notices d'autorité :   - VIAF
  - ISNI
  - BnF (données)
  - IdRef
  - LCCN
  - GND
  - Japon
  - CiNii
  - Israël
  - Norvège
  - LTI
  - Corée du Sud
  - WorldCat